# Leandro Freire
Pour les articles homonymes, voir Freire.
Leandro Freire, de son nom complet Leandro Freire de Araújo, est un footballeur brésilien né le 21 août 1989 à Presidente Prudente. Il évolue au poste de défenseur à V-Varen Nagasaki.

## Biographie
Freire joue au Brésil, au Portugal, au Kazakhstan, à Chypre, et au Japon.
Il dispute sept matchs en Ligue Europa.

## Palmarès
- Vainqueur de la Coupe de Chypre en 2016 avec l'Apollon Limassol